# Victoria Nuland
Victoria Nuland (Nueva York, 1 de julio de 1961) es una político, diplomática y lobista estadounidense. Fue viceconsejera de seguridad nacional durante la presidencia de George W. Bush, portavoz del Departamento de Estado de los Estados Unidos de 2011 a 2013 durante la presidencia de Barack Obama y de 2013 hasta enero de 2017 fue responsable de la política exterior para asuntos europeos y euroasiáticos.  Tenía rango de embajadora de carrera, el rango diplomático más alto en el Servicio Exterior de los Estados Unidos. De 2005 a 2008 fue representante permanente de los Estados Unidos en la OTAN. 
Ha sido consejera senior en el Grupo Albright Sonebridge, una asesoría sobre estrategia y diplomacia comercial con sede en Washington. Fue directora ejecutiva del Center for a New American Security desde enero de 2018 a febrero de 2019.
El 5 de enero de 2021 fue nombrada por el presidente electo Joe Biden subsecretaria de Estado para Asuntos Políticos en el equipo de Antony Blinken.El 5 de marzo de 2024 se anunció su dimisión del cargo. Es miembro del consejo de administración del National Endowment for Democracy.

## Biografía
Nuland es hija de Sherwin B. Nuland, profesor de medicina y de bioética en la Universidad Yale. Se graduó en la escuela preparatoria Choate Rosemary Hall en el año 1979 y tiene un B.A. por la Universidad Brown. 
Durante la administración de George W. Bush, Nuland fue asesora en política exterior del vicepresidente Dick Cheney. De 2005 a 2008 fue la represente permanente (embajadora) de los Estados Unidos ante la OTAN. 
Con la administración de Barack Obama, en el verano de 2011 Nuland fue nombrada portavoz del Departamento de Estado. En mayo de 2013 fue ascendida a subsecretaria de estado para asuntos europeos y euroasiáticos. Desde ese cargo apoyó la Revuelta de Maidán en Ucrania y gestionó la subsiguiente caída del gobierno y guerra civil en ese país así como las sanciones económicas contra Rusia. Se hizo conocida por una grabación en la que designaba los políticos ucranianos a los que EE. UU. debía favorecer, añadiendo «que le jodan a la UE» (fuck the EU).
Nuland dejó el Departamento de Estado en enero de 2017, al comienzo de la presidencia de Donald Trump, cuyo aislacionismo criticó. Durante el mandato de Trump, Nuland ocupó un puesto en el consejo de administración del National Endowment for Democracy.
En abril de 2021, el nuevo presidente Joe Biden la nombró subsecretaria de asuntos políticos bajo el secretario de estado Antony Blinken. En ese cargo, gestionó la guerra de Ucrania, durante la cual declaró su satisfacción por la destrucción del gasoducto NordStream. En abril de 2022 fue una de las responsables occidentales que se opusieron al acuerdo de paz negociado entre Rusia y Ucrania porque, según Nuland, imponía limitaciones armamentísticas que habrían dejado a Ucrania «neutralizada como fuerza militar».
El 5 de marzo de 2024 presentó su dimisión que se haría efectiva unas semanas después. Pocos meses después fue nombrada de nuevo al consejo de administración del National Endowment for Democracy.

## Vida personal
Es hija de una mujer británica y de un inmigrante ruso de religión judía. Está casada con el ensayista neoconservador Robert Kagan, con quien tiene dos hijos. Uno de sus sobrinos, Frederick Kagan, está casado con Kimberly Kagan, fundadora y presidente del Institute for the Study of War.
Victoria Nuland habla ruso y francés.